# Gustaf Boge

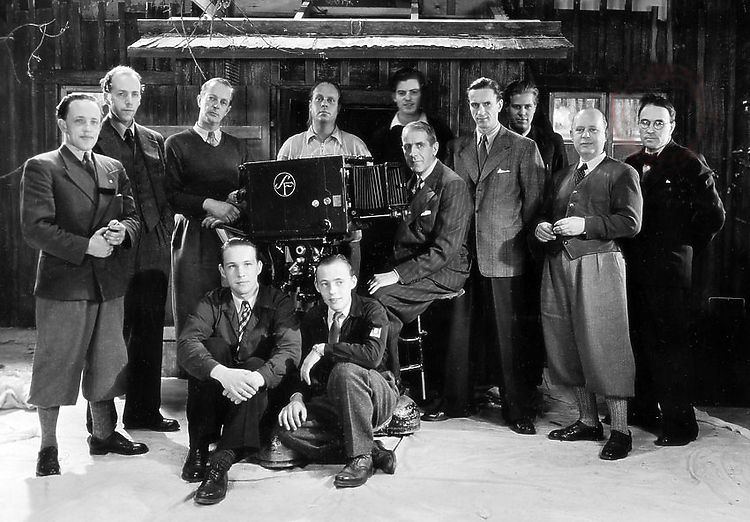
Louis Huch stående längst till höger på fotot tillsammans med kollegor vid Svensk Filmindustri. Bland dessa återfinns Martin Bodin, Gustaf Boge, Gösta Roosling, Arne Lagercrantz, Åke Dahlqvist och Gunnar Fischer. Fotot troligen taget av Huch med självutlösare.

Gustaf Adolf Alexander Boge, född 21 maj 1891 i Göteborg, död 23 december 1975 i Jakobsberg, var en svensk filmfotograf.
Boge började som filmfotograf under stumfilmens tid. Han gjorde sig känd för sina dokumentärfilmer och sitt arbete med SF-journalen 1920–1956. Han gjorde landskapsfilmer i samarbete med prins Wilhelm 1930–1948 och tillsammans med Sigfrid Siwertz reste han jorden runt. Denna resa resulterade i tolv kortfilmer.

## Filmografi (roller)
- 1917 – Thomas Graals bästa film
- 1953 – Med Ingrid Bergman på Berns

## Regi
- 1925 – Bland malajer på Sumatra
- 1926 – Moderna sjuktransporter i obygden

## Filmfoto (urval)
- 1916 – Kärlek och journalistik
- 1923 – Göteborgsutställningen utan och innan
- 1923 – I fjällfolkets land
- 1925 – Bland malajer på Sumatra
- 1925 – Två konungar
- 1935 – Vandring i våren
- 1936 – Vår randade väg
- 1940 – Man och kvinna
- 2015 – Every Face Has a Name (arkivfoto)